# Pressostato

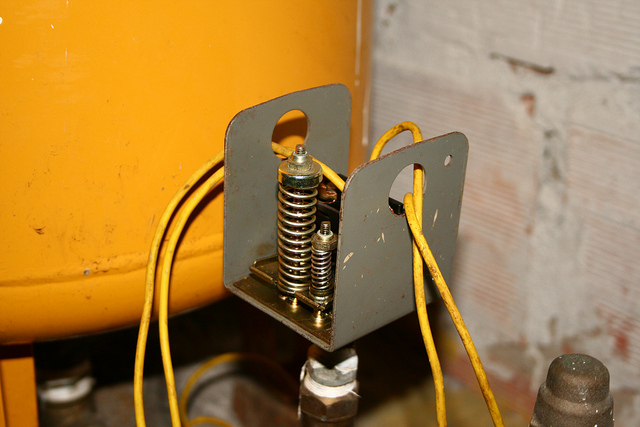
Um pressostato usado em um sistema de abastecimento de água.

Pressostato é um instrumento de medição de pressão utilizado como componente do sistema de proteção de equipamento ou processos industriais. Sua função básica é de proteger a integridade de equipamentos contra sobrepressão ou subpressão aplicada aos mesmos durante o seu funcionamento. É constituído em geral por um sensor, um mecanismo de ajuste de setpoint e uma chave de duas posições (aberto ou fechado).
Como mecanismo de ajuste de setpoint utiliza-se na maioria das aplicações uma mola com faixa de ajuste selecionada conforme pressão de trabalho e ajuste, e em oposição à pressão aplicada. O mecanismo de mudança de estado mais utilizado é o micro interruptor, podendo ser utilizado também ampola de vidro com mercúrio, fechando ou abrindo o contato, que pode ser do tipo normal aberto ou normal fechado.

## Tipos de Pressostatos

### Diferencial fixo ou ajustável
Quanto ao intervalo entre atuação e desarme, os pressostatos podem ser fornecidos com diferencial fixo e diferencial ajustável.
O fixo só oferece um ponto de ajuste, o de setpoint, sendo o intervalo entre os pontos de atuação e desarme. O ajustável permite ajuste de setpoint e alteração do intervalo entre o ponto de atuação e o de desarme.

### Contato SPDT e DPDT
Quanto ao tipo de contato disponível no microinterruptor, pode-se selecionar o tipo SPDT (Single Pole-Double Throw),  é composto basicamente por um terminal comum, um contato normalmente aberto (NA) e um
contato fechado (NF), ou selecionar o tipo DPDT (Double Pole-Double Throw) é composto de duplo contato, ou seja, dois terminais comuns, dois NAs e dois NFs, sendo um conjunto reserva do outro.

### Pressostato diferencial
O pressostato diferencial é utilizando em circuitos eletropneumáticos. Ele opera da seguinte maneira: em uma das conexões temos a função de pressostato e outro um vacuostato, o respectivo conversor pneumático-elétrico é acionado quando a diferença de pressão aceitável entre as conexões é maior do que a pressão de computação computável.

## Características

### Vida útil do pressostato
A primeira consideração a ser feita na seleção de um pressostato é o seu tempo de vida útil, independente da pressão ou da sensibilidade desejada. Se o número de ciclos que o pressostato deve operar (vida útil), for de um milhão de vezes ou menos, o uso dos tipos diafragma ou bourdon é recomendável. Caso esse número seja ultrapassado, deve-se usar o tipo pistão. Uma exceção a essa regra pode ser feita quando a variação de pressão no sistema for muito pequena (20% ou menos da faixa ajustável). Sob tais condições, os tipos diafragma ou bourdon podem ser usados até 2,5 milhões de ciclos, antes que se dê a fadiga do elemento sensor.
Uma segunda consideração na escolha de um pressostato é a velocidade de ciclagem, independente de sua vida útil. Se houver a necessidade de uma ciclagem de mais de uma vez a cada três segundos, o tipo pistão deve ser especificado. O elemento sensor de
qualquer pressostato dos tipos diafragma ou bourdon age como uma mola a qual irá se aquecer e sofrer fadiga em operação de ciclagem extremamente rápidas, diminuindo assim a vida útil do pressostato.

### Pressostato de Teste
A escolha do tipo de pressostato a ser usado - diafragma, pistão ou bourdon - deve também ser regida pela pressão de teste a qual poderão ser submetidos (pressão de teste é o maior impulso - pico - de pressão que pode ocorrer em um sistema). Deve ser lembrado que, embora o manômetro registre uma pressão de operação constante, pode haver impulsos através do sistema os quais o manômetro não possua sensibilidade para acusar. Os tipos diafragma e bourdon são extremamente sensíveis e podem ser afetados por esses impulsos. Os pressostatos tipo diafragma estão disponíveis numa faixa ajustável desde vácuo até 20 bar, com pressões de teste até 70 bar. O tipo bourdon pode operar até 1240 bar, com pressões de teste até 1655 bar. E os tipos pistão compreendem uma faixa ajustável que vai até 825 bar, com pressões de teste até 1380 bar.

### Função do Pressostato
A função do pressostato é outro fator determinante na seleção. Três tipos de pressostatos, baseados em sua função, são descritos abaixo:
1. Pressostato de 1 contato: atua sobre uma única variação de pressão, abrindo ou fechando um único circuito elétrico, por meio da ação reversível do microinterruptor.
2. Pressostato diferencial: atua sobre a variação entre duas pressões numa mesma linha controladas pelo mesmo instrumento.
3. Pressostato de 2 contatos: atua independentemente sobre dois limites de uma mesma fonte de pressão, abrindo ou fechando dois circuitos elétricos independentes por meio da ação reversível de dois interruptores.

### Tipos de caixa disponíveis
1. Pressostato com caixa à prova de tempo IP65: podem ser fornecidos também com um bloco de terminais interno para conexões elétricas, evitando a instalação de um bloco de terminais externo para a ligação dos cabos.
2. À prova de explosão: construídos dentro de rígidos padrões de segurança, isolando os contatos e cabos de atmosferas explosivas.
3. Tipo de pressostato sem caixa, exposto: adequado às necessidades dos fabricantes de equipamento, onde é prevista proteção especial para o instrumento, pelo usuário.